# Steat
La Steat, acronimo di Società Trasporti Ete Aso Tenna, è il gestore del trasporto pubblico locale della Provincia di Fermo, costituita nel 1986.

## Storia
Il 30 gennaio 1986, si dettero convegno intorno alle 11, in una sala del Palazzo Municipale di Fermo, alcuni importanti politici locali: il Presidente della Provincia di Ascoli Piceno, Francesco Carbone; il Sindaco di Fermo, Fabrizio Emiliani; il Sindaco di Sant'Elpidio a Mare, Angelo Piergallini; l’Assessore del Comune di Monte Urano, Alfredo Berdini; il Sindaco di Amandola, Luigi Bellesi; il Sindaco di Lapedona, Mario Chiarini e l’Assessore del Comune di Moresco, Tiziano Meconi; e fondarono la STEAT SpA.
L'inizio delle attività avvenne il 1º luglio 1987 a seguito dell'acquisizione della società da parte della FAA, che disponeva solo di alcune linee su gomma lungo la tratta Porto San Giorgio–Fermo–Amandola.

## Dati aziendali
La STEAT è una società per azioni i cui attuali 42 soci sono:
| Soci                           | %      |
| ------------------------------ | ------ |
| Provincia di Fermo             | 84,034 |
| Comune di Fermo                | 9,715  |
| Comune di Monte Urano          | 1,123  |
| Comune di Porto San Giorgio    | 0,670  |
| Comune di Montegiorgio         | 0,428  |
| Comunità Montana dei Sibillini | 0,158  |
| Altri                          | 3.872  |
| Fonte                          |        |

## Servizio
La STEAT gestisce circa 1.700.000 chilometri di servizi extraurbani e 780.000 di servizi urbani, l’organico degli autobus è di 111 mezzi (92 per la linea, 15 per i servizi di noleggio e per lo svolgimento di linee interregionali, 4 scuolabus).